# Themira mongolica
Themira mongolica är en tvåvingeart som beskrevs av Soos 1972. Themira mongolica ingår i släktet Themira och familjen svängflugor.
Artens utbredningsområde är Mongoliet. Inga underarter finns listade i Catalogue of Life.